# Luka Petrušić
Luka Petrušić, né à Zagreb le 15 septembre 1982, est un acteur de cinéma, de théâtre et de télévision croate.

## Filmographie partielle

### Au cinéma
- 1998 : I Want You : Honda
- 2001 : Holding : Zaposlenik fotokopiraonice
- 2004 : 100 minuta slave : Juraj Raskaj
- 2004 : Oprosti za kung fu : Marko, Mira's brother
- 2005 : Snivaj, zlato moje : Mladic #1
- 2006 : Buket
- 2006 : Montaza - Razglednica iz Hrvatske
- 2008 : Pratioci
- 2009 : Covjek ispod stola : Gros
- 2010 : Neke druge price : Gost na partiju (segment "Hrvatska prica")
- 2010 : Suma summarum : Muhlo
- 2011 : Get a Move On : Miro
- 2012 : Brija : Kreo
- 2013 : Projections : Robert
- 2015 : Narodni heroj Ljiljan Vidic : Ljudevit (en post-production)